# Ankylopteryx delicatula
Ankylopteryx delicatula är en insektsart som beskrevs av Banks 1937. Ankylopteryx delicatula ingår i släktet Ankylopteryx och familjen guldögonsländor. Inga underarter finns listade i Catalogue of Life.